# Oppidum de Pommiers
L'oppidum de Pommiers est un site fortifié de la fin de l’âge du fer en Gaule belgique. Il est situé sur le territoire de la commune de Pommiers, dans le département de l'Aisne, à quatre kilomètres à l'ouest de Soissons.

## Histoire
Les travaux de P. Pion ont permis de dater la construction de l'oppidum de Pommiers de 60 av. J.-C. Ce serait le site de Noviodunum dont parle Jules César dans ses Commentaires sur la guerre des Gaules (II, 12). C'est, avec l'oppidum de Villeneuve-Saint-Germain (90 - 30 av. J.-C.), l'un des deux sites précédant la fondation de Augusta Suessionum (Soissons), à la toute fin du Ier siècle av. J.-C.
Lors de la guerre des Gaules, le roi des Suessions, Galba (« prudent et juste »), se rallia à la coalition des Belges. En 57 av. J.-C., au cours de la bataille de l'Aisne, les troupes belges se rassemblèrent au nord de l'Axona (Aisne), dégarnissant la garnison de Noviodunum. César voulut prendre l'oppidum, mais la largeur du fossé et la hauteur des remparts le firent échouer.

## Description
L'oppidum de Pommiers, situé au lieu-dit Le Moulin à Vent, sur la rive droite de l’Aisne, est un éperon barré d'une superficie de quarante hectares, dont le rempart est un talus massif précédé d’un large fossé, interrompu par une entrée sur son extrémité ouest.

## Historique
Le site n'a pas fait l'objet de fouilles exhaustives, mais on peut signaler les sondages d’Octave Vauvillé à la fin du XIXe siècle et ceux de Patrice Brun en 1987 et 1988. Les prospections archéologiques de surface ont permis de mettre au jour des fibules et surtout plusieurs milliers de monnaies gauloises. Un atelier monétaire est attesté sur le site (bronzes frappés à la tête de Janus et série trimétallique à la légende CRICIRV).